# Altlichtenwarth
Altlichtenwarth – gmina w Austrii, w kraju związkowym Dolna Austria, w powiecie Mistelbach. Według Austriackiego Urzędu Statystycznego liczyła 743 mieszkańców (1 stycznia 2014).